# ورخ-کوپتلکا
ورخ-کوپتلکا (به لاتین: Verkh-Koptelka) یک منطقهٔ مسکونی در روسیه است که در سرزمین آلتای واقع شده‌است.